# Định nghĩa hành tinh

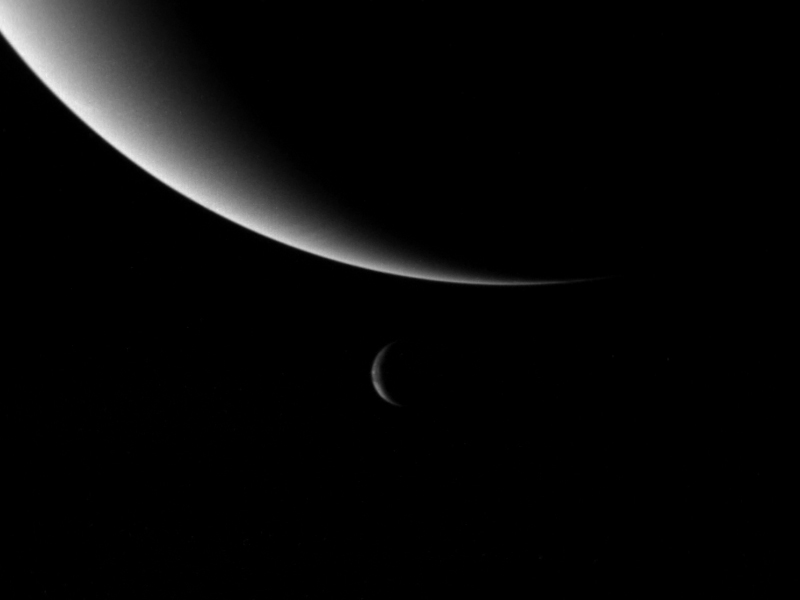
Ảnh của Sao Hải Vương hình trăng lưỡi liềm (ở trên) và vệ tinh nhân tạo của nó Triton (ở giữa), được chụp bởi Voyager 2 trong chuyến bay quanh nó vào năm 1989

Định nghĩa của hành tinh, từ khi nó được nghĩ ra bởi người Hy Lạp cổ đại, đã bao gồm trong phạm vi của nó một lượng lớn các thiên thể của Hệ mặt trời. Các nhà Thiên văn học Hy Lạp đã sử dụng cụm từ asteres planetai (ἀστέρες πλανῆται), những ngôi sao lang thang, cho những vật thể nào di chuyển trên bầu trời một cách rõ ràng. Trải qua nhiều thiên niên kỉ, cụm từ ấy đã bao gồm nhiều vật thể khác nhau, từ Mặt trời và Mặt Trăng cho đến vệ tinh và các thiên thạch.
Vào cuối thế kỉ 19 thì từ hành tinh, mặc dù nó vẫn chưa được định nghĩa, đã trở thành một thuật ngữ chỉ được áp dụng cho một bộ phận nhỏ các vật thể trong Hệ mặt trời. Sau năm 1992, các nhà thiên văn học đã khám phá ra được nhiều các vật thể khác nữa ở phía bên kia quỹ đạo của Sao Hải Vương và đồng thời hàng trăm những vật thể quay quanh các ngôi sao khác. Những khám phá này đã không những làm tăng số lượng các hành tinh tiềm năng, mà còn mở rộng sự đa dạng và tính đặc thù của chúng. Một số trong chúng gần đủ to để là những ngôi sao, trong khi một số khác lại nhỏ hơn Mặt Trăng của Trái Đất. Những phát hiện này thách thức những quan niệm đã có từ lâu về khái niệm một hành tinh có thể là gì.
Vấn đề về cần một định nghĩa rõ ràng cho hành tinh trở nên cấp bách vào năm 2005 khi phát hiện về thiên thể bên ngoài Sao Hải Vương Eris, là một thiên thể lớn hơn hành tinh nhỏ nhất lúc nó vẫn được chấp nhận là hành tinh, Pluto. Trong lần trả lời vào năm 2006, Hiệp hội Thiên văn Quốc tế (IAU), được các nhà thiên văn học biết đến như là một bộ phận thế giới chịu trách nhiệm về việc giải quyết vấn đề về thuật ngữ khoa học, đã cho ra đời quyết định của nó dành cho vấn đề này. Định nghĩa này, cái mà chỉ áp dụng cho Hệ Mặt trời, định nghĩa rằng một hành tinh là một thiên thể có quỹ đạo quanh Mặt trời, vừa đủ to lớn để nó có được trọng lực riêng để thành hình cầu và nó đã dọn dẹp vùng lân cận của riêng mình nơi có các vật thể nhỏ hơn xoay quanh quỹ đạo của nó. Dưới định nghĩa mới này, Pluto và các thiên thể bên ngoài Sao Hải Vương không được xem như là các hành tinh. Quyết định của IAU không giải quyết được tất cả các vấn đề gây tranh cãi và trong khi nhiều nhà khoa đã chấp nhận định nghĩa ấy, một số khác trong cộng đồng thiên văn lại phản đối nó hoàn toàn.

## Lịch sử

### Các hành tinh trong thời kì cổ đại

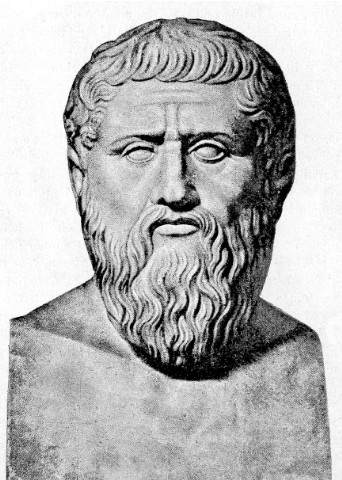
Nhà triết học Plato

Trong khi hiểu biết về các hành tinh đã có trước lịch sử và đã trở nên phổ biến với hầu hết các nền văn minh nhưng từ ngữ "hành tinh" chỉ mới xuất hiện từ thời Hy Lạp cổ đại. Đa số người Hy Lạp tin rằng Trái Đất đứng yên và nằm ở trung tâm của vũ trụ dựa theo thuyết địa tâm và rằng các vật thể trên bầu trời và dĩ nhiên chỉ có bầu trời xoay quanh nó. (Aristarchus của Samos người đã đưa ra đã đưa ra một trong những phiên bản sớm nhất  của Thuyết nhật tâm là một ngoại lệ). Các nhà Thiên văn học Hy Lạp đã sử dụng cụm từ asteres planetai (ἀστέρες πλανῆται), những ngôi sao lang thang, để diễn tả các ánh sáng ngôi sao ở thiên đường di chuyển xuyên suốt năm, đối lập với asteres aplaneis (ἀστέρες ἀπλανεῖς) là các "định tinh", những ngôi sao không di chuyển so với vị trí tương đối với những ngôi sao khác. Những thiên thể lúc bấy giờ được gọi là "hành tinh" mà những người Hi Lạp biết tới là những thiên thể có thể nhìn thấy được bằng mắt thường: Sao Thủy, Sao Kim, Sao Hỏa, Sao Mộc, và  Sao Thổ.
Vũ trụ học Hy Lạp-La Mã chỉ công nhận có bảy hành tinh, tính luôn cả Mặt trời và Mặt trăng trong đó (như trong trường hợp của chiêm tinh học hiện đại); dù vậy, cũng có một số sự khó hiểu vào thời điểm đó, bởi vì có nhiều nhà thiên văn học Hi Lạp cổ đại phân loại năm hành tinh trông giống ngôi sao ra khỏi Mặt trăng và Mặt trời. Cũng vì lý do đó mà vào thế kỉ 19 thì nhà thiên nhiên học người Đức Alexander von Humboldt đã đánh dấu điều đó trong công trình của mình có tên là Vũ trụ.
Trong số bảy thiên thể trong vũ trụ, dựa theo vị trí tương đối liên tục thay đổi và khoảng cách giữa chúng với nhau, đã tách biệt những thiên thể đó ra khỏi những "vì sao tĩnh" của thiên đàng của "định tinh" từ thuở rất là xa xưa, trong số tất cả các hành tinh có hình dạng hợp lý giữ được vị trí tương đối và khoảng cách của chúng không thay đổi, chỉ có năm hành tinh—Sao Thủy, Sao Kim, Sao Hỏa, Sao Mộc và Sao Thổ—mang hình dạng của ngôi sao—"‘’cinque stellas errantes’’"—trong khi đó thì Mặt trời và Mặt Trăng với kích thước đĩa của chúng, tầm quan trọng của chúng đối với con người và vị trí mà người ta đặt cho chúng trong thần thoại thì lại bị xếp loại riêng.

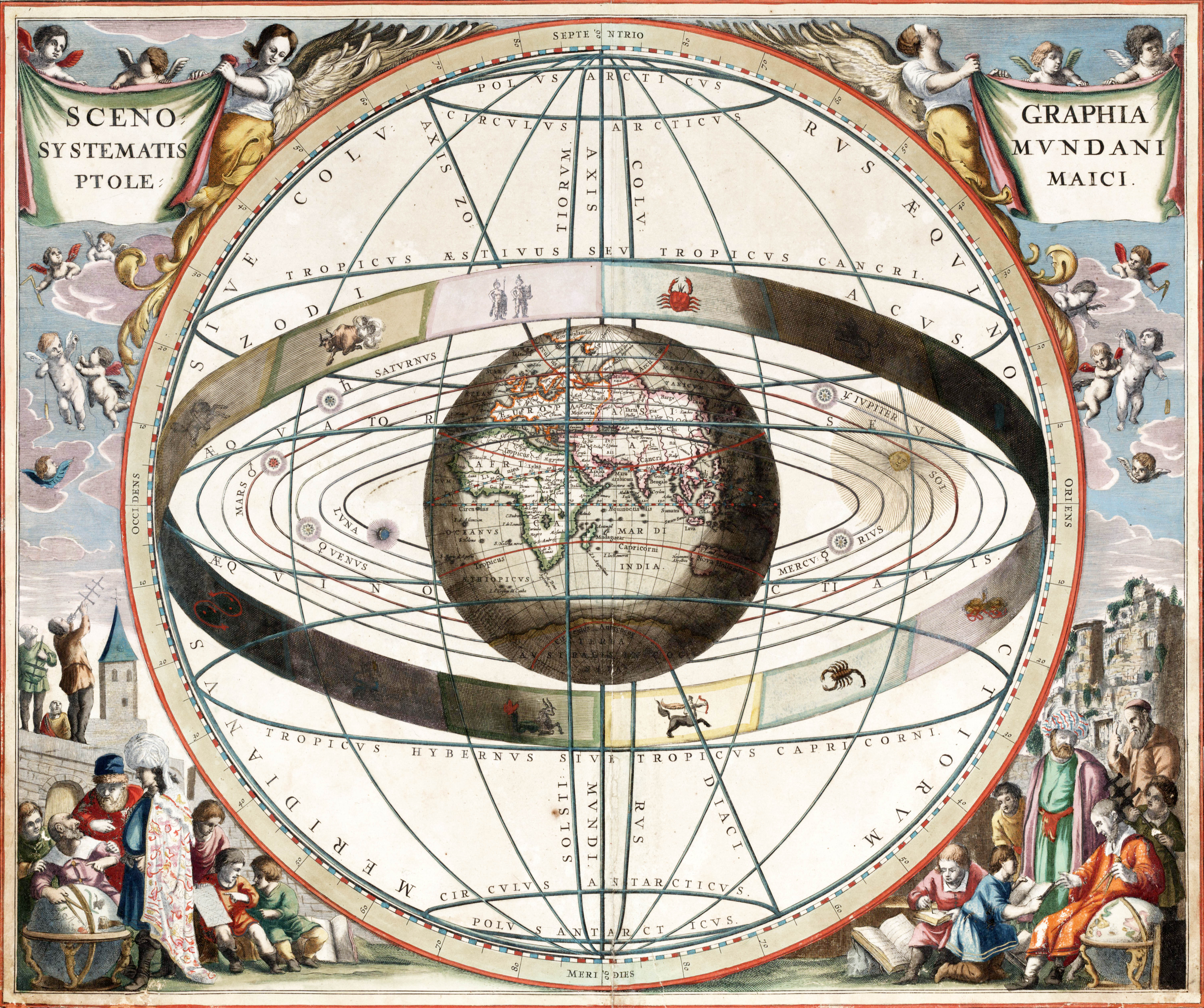
Cách mà các hành tinh được nhìn nhận trước khi được sự chấp nhận của Thuyết nhật tâm

Trong Timaeus của ông, được viết vào khoảng năm 360 trước công nguyên, Plato đã nhắc tới, "Mặt trời và Mặt trăng và năm ngôi sao khác, các ngôi sao mà được gọi là hành tinh". Học trò của ông ấy Aristotle cũng đã đưa ra sự phân biệt tương tự với ông trong cuốn Trên thiên đường của mình: "Sự dịch chuyển của Mặt trời và Mặt trăng ít hơn sự dịch chuyển của các hành tinh khác". Trong cuốn Phaenomena của ông, cuốn sách đã trở thành tiền đề cho luận án của thiên văn học được viết bởi nhà triết học Eudoxus vào khoảng năm 350 trước công nguyên, nhà thơ Aratus đã miêu tả rằng "năm thiên thể đó đã hòa lẫn trong các chòm sao và với bánh xe di chuyển quanh quẩn giữa mười hai biểu tượng của Cung hoàng đạo."
Trong cuốn Almagest được viết vào thế kỉ thứ hai, Ptolemy đã nói về "Mặt trời và Mặt trăng và năm ngôi sao khác." Hyginus đã đề cập rõ ràng đến "năm hành tinh mà nhiều người gọi là lang thang, còn người Hy Lạp gọi là Planeta." Marcus Manilius, một nhà văn người La-tinh sống vào thời của Caesar Augustus và cũng là người viết bài thơ mang tên Astronomica được xem như là một trong số các văn bản chính quan trọng trong ngành chiêm tinh học hiện đại, nói rằng "Bây giờ primum mobile đã được chia ra thành năm phần vì trong số đó có rất nhiều những ngôi sao được gọi là những kẻ lang thang đi ngang qua vầng sáng mạnh nhất ở thiên đường."
Cách nhìn nhận duy nhất đó là bảy hành tinh được tìm thấy ở Cicero's trong cuốn Giấc mơ của Scipio, được viết vào thời gian khoảng năm 53 trước công nguyên, nơi mà tinh thần của Scipio Africanus được tuyên bố, nói rằng "Bảy trong số các khối hình cầu chứa đựng các hành tinh, mỗi hành tinh trong mỗi khối cầu, tất cả đều di chuyển ngược lại so với chuyển động của thiên đường." Trong cuốn Lịch sử tự nhiên, được viết vào năm 77 sau công nguyên, Pliny the Elder viết rằng "bảy hành tinh do sự chuyển động của chúng mà ta gọi chúng là hành tinh, mặc dù không có ngôi sao nào lang thang ít hơn chúng." Nonnus, một nhà thơ người Hy Lạp vào thế kỉ thứ 5, đã nói trong cuốn Dionysiaca của ông rằng, "Tôi có lời tiên tri về lịch sử của bảy bài vị và các bài vị đó mang tên của bảy hành tinh."

### Các hành tinh trong thời kì Trung đại

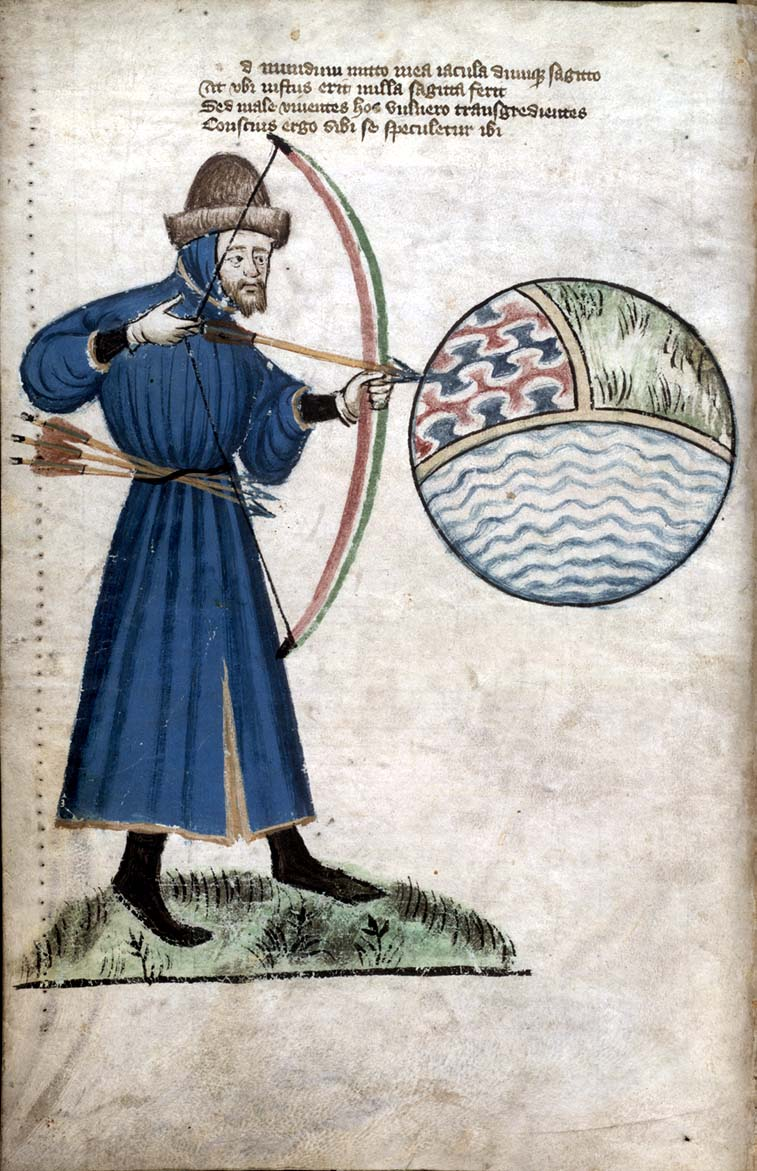
John Gower

Các nhà văn thời Trung đại và Phục hung thường là chấp nhận khái niệm về bảy hành tinh. Trong quyển sách De Sphaera của Sacrobosco là tiêu chuẩn khai quát về lĩnh vực thiên văn học thời kỳ trung cổ bao gồm Mặt Trời và Mặt Trăng giữa các hành tinh. Trong quyển sách chuyên môn hơn ‘’Theorica planetarum’’, nó đưa ra lý thuyết về bảy hành tinh.," Trong khi sự giới thiệu ấy trong Bảng Alfonsine cho thấy cách "tìm kiếm thông qua mối quan hệ thân mật của Mặt Trời, Mặt Trăng, và tất cả các hành tinh còn lại."  Trong khi cuốn dữ liệu Bảng Alfonsine chỉ ra cách tính sự dịch chuyển trung bình của Mặt Trời, Mặt Trăng, và tất cả các hành tinh còn lại thông qua bảng dữ liệu." Trong cuốn Confessio Amantis của nhà thơ thế kỷ thứ 14 John Gower, đề cập đến mối liên hệ giữa các hành tinh với thuật giả kim, viết, "Of the planetes ben begonne/The gold is tilted to the Sonne/The Mone of Selver hath his part...", ám chỉ rằng Mặt Trời và Mặt Trăng là các hành tinh. Ngay cả Nicolaus Copernicus, người đã phản đối thuyết địa tâm, có nghi ngờ rằng liệu Mặt Trời và Mặt Trăng có thật sự là các hành tinh hay không. Trong cuốn De Revolutionibus của ông, Copernicus tách biệt "Mặt Trời, Mặt Trăng, Hành tinh và các ngôi sao" ra một cách rõ ràng; tuy nhiên, trong cuốn Sự cống hiến của nghiên cứu dành cho Pope Paul III, Copernicus đề cập đến, "sự vận động của Mặt Trời và Mặt Trăng...và năm hành tinh còn lại."

### Trái Đất

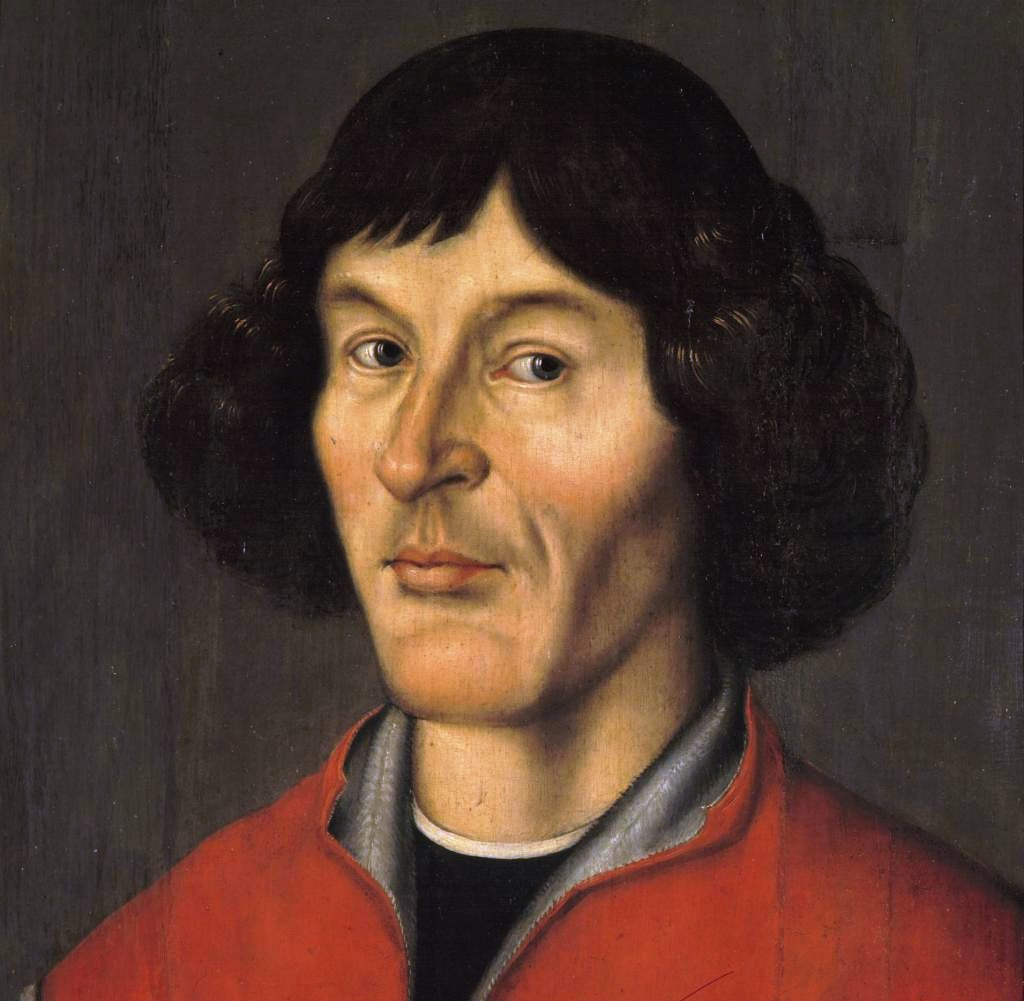
Copernicus

Cuối cùng, khi mô hình thuyết nhật tâm của Copernicusn được chấp nhận thay vì là thuyết địa tâm, Trái Đất được đặt giữa các hành tinh còn Mặt Trời và Mặt Trăng được phân loại lại, làm thúc đẩy cuộc cách mạng khái niệm trong sự hiểu biết về các hành tinh. Như nhà sử gia về khoa học Thomas Kuhn đã lưu ý đến trong cuốn sách của ông, The Structure of Scientific Revolutions:
Những người theo Copernicus đã tước bỏ Mặt Trời danh hiệu hành tinh… đang thay đổi định nghĩa của 'hành tinh' để nó có thể tiếp tục tạo ra những nét riêng biệt có ích trong một thế giới mà tất cả các thiên thể … đều được nhìn thấy một cách khác nhau so với cách mà chúng đã được nhìn thấy trước đó… Khi nhìn Mặt Trăng, những người theo thuyết Copernicus… nói rằng, 'Tôi đã từng lầm tưởng rằng Mặt Trăng là một hành tinh.'
Copernicus gián tiếp đề cập đến Trái Đất như một hành tinh trong cuốn De Revolutionibus khi ông ấy nói rằng, "Sự di chuyển của  Trái Đất đã được tôi phát hiện sau một thời gian nghiên cứu lâu dài, cuối cùng tôi nhận thấy là sự vận động của các hành tinh còn lại  có liên quan đến quỹ đạo của Trái Đất..." Galileo cũng khẳng định rằng Trái Đất là một hành tinh trong cuốn Cuộc hội thoại liên quan đến Hai hệ thống Thế giới chính: "[T]rái Đất, không thua kém gì hơn Mặt Trăng hay các hành tinh khác, nên được xếp vào giữa các thiên thể tự nhiên có chuyển động hình tròn."